# Mila (cantora)
Camila Braga de Jesus Tamashiro, mais conhecida pelo nome artístico Mila (Santos, 13 de julho de 1988), é uma cantora e compositora brasileira, ex-integrante da dupla Camila & Haniel. Mila ficou conhecida nacionalmente após o lançamento da música "Tudo Ok", ao lado de Thiaguinho MT e JS o Mão de Ouro. Com mais de 30 milhões de visualizações no YouTube em 1 mês, a música foi considerada o hit do carnaval de 2020.

## História

### Início da carreira
Camila Braga de Jesus Tamashiro nasceu na cidade de Santos, no litoral paulista, e sempre gostou de cantar e fazer performances para a família. Ainda criança, começou cantando no bar de sua avó. Aos 10 anos, Mila conheceu uma agência de talentos, que lhe deu sua primeira oportunidade. Participou de diversos quadros de calouros infantis, em programas como Raul Gil, Eliana, entre outros. Aos 14 anos, começou em seu primeiro trabalho profissional em uma banda. Dali em diante passou por diversos grupos, nos quais adquiriu experiência e maturidade musical. Em 2012, conheceu Gabriel, com quem teve sua primeira dupla sertaneja, chamada Camila & Gabriel. Em 2013, durante seu show, conheceu Haniel, com quem formou a dupla Camila & Haniel.

### Camila & Haniel
Mila se dedicou à sua carreira ao lado de Haniel, com quem lançou grandes hits, como “Gelo Na Balada", "O Amor Está No Bar", "Cachaceira”, "Giz No Chão”, entre outros. Em pouco tempo, a dupla chamou a atenção de diversas gravadoras e, em 2015, foram contratados pela Sony Music e lançaram o álbum Gelo Na Balada em 21 de agosto de 2015, em conjunto com o lançamento do hit “Gelo na Balada", com a participação da dupla sertaneja Fernando & Sorocaba, através da qual se consagraram nacionalmente, sendo uma das mais tocadas do Brasil no ranking do ECAD. Com direção de Fernando Hiro e produção de Jacques Jr., o videoclipe ultrapassou a marca de 10 milhões de visualizações no YouTube. A dupla participou de programas como Encontro com Fátima Bernardes, Programa Silvio Santos, Programa Raul Gil, Programa da Sabrina, Hora do Faro, Legendários, Claudete Troiano, entre outros.

### Mila
Após 6 anos, Camila se tornou “Mila”, nome criado por Carlinhos Maia, que é grande amigo da cantora, e deu início à sua carreira solo, como empresária de sua própria carreira, ao lado do empresário Walmir Meireles, com quem está desde 2012. Em estúdio, deu início a gravações com Jojo Todynho e Tainá Costa, uma ideia de Carlinhos, que tem as três como amigas em comum. Mila, Tainá e Jojo se reuniram novamente em Penedo, Alagoas, para a gravação do videoclipe da música "Ranço de Você".
A música estreou em 12 de julho de 2019 e ultrapassou 400 mil visualizações no dia do lançamento. "Ranço de Você" tem a produção de Laércio da Costa e DJ Batata. Em 15 de novembro, Mila realizou uma participação na música "Tudo Ok", do cantor de funk Thiaguinho MT, que viralizou entre as blogueiras de moda e maquiagem após a aparição do blogueiro Luccas Luccas, fazendo a musica passar de 300 mil visualizações apenas no seu dia de lançamento. O sucesso da música emplacou e gerou milhares de desafios de maquiagem e memes com famosos como Anitta, Bruna Marquezine, Joelma, Fátima Bernardes, entre outras. Mila foi contratada pela KondZilla Records, da qual fazem parte artistas como Lexa, Jottapê, Kevinho, MC Kekel, entre outros.

## Vida pessoal
Mila foi casada com o empresário Junior Mendonça, com quem namorava desde 2014. Em 23 de julho de 2018, os dois realizaram seu casamento e tiveram várias personalidades como padrinhos e madrinhas, incluindo Willian Borges, Douglas Costa, Wesley Safadão, entre outros. Em outubro de 2019, a cantora se separou, e em um post realizado em suas redes sociais, informou que foi "pega de surpresa", sobre seu divórcio.
Em 2022, Mila se tornou cristã protestante e em março do mesmo ano foi batizada nas águas pela pastora Renálida Carvalho e pela bispa Rosangela Viana, líder da Restaurando Vidas Para Cristo. O batismo aconteceu em um rio em Mairipora, na Região Metropolitana de São Paulo, e foi acompanhado de perto por Yudi Tamashiro.
No dia 12 de abril de 2022, Mila se casou com o apresentador Yudi Tamashiro. Os dois já haviam namorado durante a adolescência e retomaram a relação em agosto de 2021, ficando noivos em outubro do mesmo ano. A cerimônia evangélica ocorreu na área externa da casa de ambos em São Paulo, Alphaville. Em 19 de maio de 2025, nasce seu primeiro filho com Yudi, batizado de Davi Yudi. 